# 富民枳
富民枳（学名：Poncirus polyandra）为芸香科枳属下的一个种。

## 扩展阅读
- 維基物種上的相關：富民枳